# Procurador general de Illinois

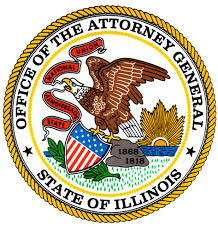
Sello del procurador general de Illinois

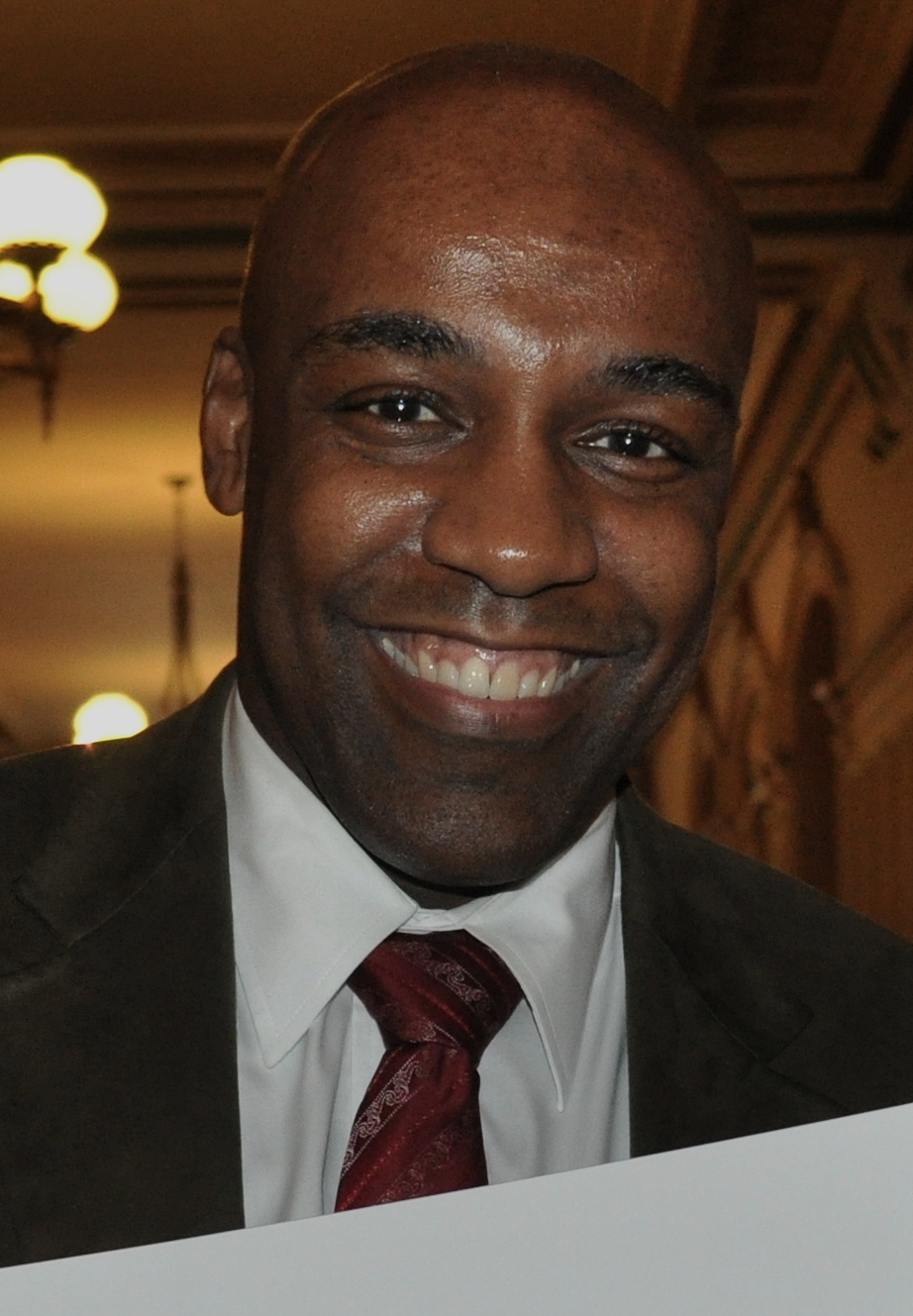
Kwame Raoul, procurador general de Illinois

El procurador general de Illinois (en inglés Illinois Attorney General) es el funcionario estatal de Illinois encargado de hacer cumplir la ley y el abogado del estado. El procurador está a cargo de los abogados que representan al estado.
La oficina del procurador tiene sus oficinas principales en tres ciudades: Chicago, Springfield, y Carbondale.
A partir de enero de 2019 el procurador general de Illinois es Kwame Raoul.